# Такташев, Шамиль Абдул-Хамитович
Шамиль Абдул-Хамитович Такта́шев (19 января 1949, Астрахань — 29 августа 2011, там же) — Советский и российский живописец, график, автор публицист. Член Союза художников России (1980).

## Биография
Учёба в Детской художественной школе № 1 (1961—1964).
Учёба в Московской средней художественной школе (1964—1968).
Учёба в Московском государственном художественном институте им. В. И. Сурикова (1968—1974).
Служба в рядах Советской армии (1974—1975).
Художник Астраханских художественно-производственных мастерских Художественного фонда РСФСР (1974—1993).
Член Союза художников России (1980).
Преподаватель Астраханского художественного училища им. П. А. Власова (1979—2001).
Лауреат Губернаторской премии в области изобразительного искусства им. Б. М. Кустодиева (2000).
Доцент кафедры архитектуры и дизайна Астраханского инженерно-строительного института (2001—2008).
Доцент кафедры рисунка и живописи Астраханского государственного университета (2008—2009).

### Основные выставки

#### Зональные
«Большая Волга» (Горький, 1974, Казань, 1991, 1998, Нижний Новгород, 1998).

#### Всероссийские
Выставка-перфоманс, посвящённая В. Хлебникову на родине поэта (с. Малые Дербеты Астраханской области, 1990), современного экспериментального искусства «Отражение» (Элиста, 1991), «Арт-коллегия» (Санкт-Петербург, 1994).
Персональная выставка «Ежедневные занятия» к 40-летию художника (1989).
Всетатарская выставка «Татарт» (Санкт-Петербург, Казань, 1991).
Персональная выставка «Раусы» (Санкт-Петербург, 1994).
Международная выставка «Современная российская живопись» (Джакарта, Индонезия, 2003).
Произведения находятся в Астраханской картинной галерее им. П. М. Догадина, частных собраниях в России и за рубежом.

### Детство и учёба
Шамиль родился 19 января 1949 года в семье преподавателя Астраханского автодорожного техникума Абдул-Хамита Измаиловича Такташева и Айши Аджимухамедовны Такташевой (Ильязовой), работавшей акушеркой и медсестрой. Профессиональных художников в семье Такташевых не было, но рисовать умели и отец, и мама, хотя специально с мальчиком никто не занимался. Определяющим в судьбе будущего художника стало слово Ольги Михайловны Рындиной — астраханского искусствоведа. В 1935 году она была выслана в Астрахань из Ленинграда. Здесь Ольга Михайловна занималась культурно-просветительской работой, писала статьи к каталогам выставок местных художников, статьи для периодической печати, брошюры о творчестве живописцев, а также монографию о жизни и творчестве Павла Власова.
В начале 1960-х гг. Рындина жила в комнате дома семьи Хомутовых по ул. 3-й Интернациональной, а семья Такташевых — неподалёку. Шамиль дружил со своим одноклассником Валерием Хомутовым, бывал в их доме. Там он и познакомился с Рындиной, которая разглядела талант в его рисунках и посоветовала поступить в готовящуюся к открытию детскую художественную школу. Мальчик загорелся, и родители не возражали. Так был сделан первый шаг на длинном творческом пути.
В Детской художественной школе № 1 Шамиль Такташев начал учиться в 1961 году. Преподавателями стали известные астраханцы: Александр Романов, Константин Титов, Николай Заварин и Тамара Авдеева. Уже тогда пришли первые успехи. Весной 1962 года мальчик выступил на местном радио. А в 1963 году в кинотеатре «Луч» прошла выставка лучших работ учащихся детской художественной школы. Среди них — рисунки семиклассника Шамиля Такташева, удостоенные первой и второй премий.
Тогда же он утвердился в желании стать профессиональным живописцем, а для этого — получить столичное образование. Ещё в 1962 году Шамиль пробовал поступить в Московскую среднюю художественную школу — образовательное учреждение повышенного уровня для особо одарённых в изобразительном искусстве детей и подростков, но безуспешно: не выдержал экзамен по диктанту — «непрофильному» для художника предмету. Попытка, предпринятая в 1964 году, оказалась успешной: 15-летний Шамиль был зачислен в ученики МСХШ. Подтвердилось чутьё Ольги Михайловны Рындиной, оправдались ожидания астраханских учителей. Начался «московский» период жизни и творческого становления, растянувшийся на десять лет.
Шамиль сумел освоиться в столице, вдали от дома и семьи. Потянулись учебные будни, появились друзья. За четыре года занятий профессиональный уровень юноши значительно вырос; он начал писать маслом. Позитивно влияла на будущего художника и московская культурная среда: Такташев стал частым гостем в Третьяковке (располагалась по соседству с МСХШ в Лаврушинском переулке), посещал Музей изобразительных искусств имени А. С. Пушкина, ездил с товарищами в Ленинград на экскурсию в Эрмитаж. Были и творческие поездки на пленэр в Калининскую область, в Одессу.
В системе советского профессионального образования МСХШ считалась базовой школой Московского государственного художественного института им. В. И. Сурикова. В 1968 году, закончив обучение в школе, Такташев поступил в это престижное учебное заведение. Он был зачислен на факультет живописи и определён в мастерскую Алексея Грицая — известного советского живописца. В мастерской также преподавали Люциан Шитов, Сергей Шильников, Дмитрий Жилинский.
Такташев высоко оценивал вклад Жилинского в своё становление как художника. Благодаря ему, ещё будучи студентом, он увлёкся техникой живописи темперой по левкасу, вплоть до конца 1980-х гг. являвшейся основной в его творчестве. Незадолго до смерти в своём интервью, вошедшем в короткометражный фильм «Шамиль Такташев. Художник без рам…» (2011) живописец отметил: «…самым основным учителем был Дмитрий Дмитриевич Жилинский — народный художник РСФСР, неоднократный лауреат российских премий, профессор, действительный член Российской Академии образования. Я от него очень много взял и в профессиональном, и в духовном плане, потому как у него было чему учиться». «Такташев. Художник без рам...» на YouTube
Перед выпуском из института студентам требовалось написать дипломную работу и представить её на оценку экзаменационной комиссии. Руководителем Такташева стал Алексей Грицай. Он подсказал тему дипломной картины «Моя бабушка и я» (1974). Её сюжет был навеян семейными событиями: в 1973 году ушла из жизни бабушка Шамиля, Сабира Патеева.
Работа над дипломом шла тяжело, картина давалась сложно. Мучили сомнения. В то же время он пишет родителям: «Я хочу стать художником, не деятелем, а художником, и как бы трудно ни было, я постараюсь приблизиться к этому. Не успеха хочу, хочу счастья. Когда я вижу, что у меня получается, я счастлив, несмотря ни на что. И сейчас я радуюсь, что работа пошла, кто бы что ни говорил». Сегодня эти слова звучат особенно — как квинтэссенция творческого пути художника.
Картина «Моя бабушка и я» была написана темперой в 1974 году и представлена государственной экзаменационной комиссии, куда входили такие видные деятели соцреализма, как художники Фёдор Решетников и Дмитрий Налбандян. По итогам защиты Шамиль Такташев получил диплом живописца. Впоследствии дипломная работа удостоилась чести быть представленной на выставке работ выпускников художественных вузов в Москве. Судьба картины неизвестна, но в Астрахани хранится эскиз к ней.

### Творчество начало
В том же 1974 году молодой живописец добился первого крупного профессионального успеха — участия в зональной выставке «Большая Волга», проходившей в Горьком. Красноречивы строки корреспондента И. Анохиной в статье-рецензии в газете «Волга»: «Самый молодой художник не только в группе астраханцев, но, пожалуй, и во всей зоне. Шамиль Такташев, выпускник этого года Московского института им. Сурикова. Его работа „Начало лета“ привлекла внимание основного докладчика творческой конференции доктора искусствоведения В. В. Ванслова оригинальностью композиции, красивой живописью» (И. Анохина. Успех художников-волжан. Волга. 5 декабря 1974 г.).
После окончания «суриковского» художнику по распределению предстояло отправиться в Архангельск — приглашения из родной Астрахани не поступило. Выручил отец Абдул-Хамит Измаилович: сумел добиться переоформления направления в Министерстве культуры РСФСР. Так, после года службы в армии, Шамиль Такташев жил и работал в Астрахани.
В местную художественную жизнь талантливый живописец включился незамедлительно, участвовал в различных выставках. Уже с 1974 года он стал работать художником в Астраханских художественно-производственных мастерских Художественного фонда РСФСР. Астраханское отделение Союза художников СССР предоставило ему творческую мастерскую на ул. Дж. Рида, в старом деревянном доме. В 1980 году Шамиля Такташева приняли в Союз художников СССР, он избирался членом Правления регионального отделения. В 1984 году в Астраханской картинной галерее им. Б. М. Кустодиева была устроена его первая персональная выставка. В 1979 году Такташев начал преподавать в Астраханском художественном училище им. П. А. Власова, где работал до 1984 года.
В 1977 году Шамиль женился на астраханской художнице Нине Нестеровой (Кархалёвой). В 1978 году родился сын Эльдар, но брак оказался недолгим.
Как же работал в те годы художник? Продолжая испытывать влияние Жилинского, Такташев в 1970—1980-е гг. писал в основном по левкасу и разрабатывал круг сюжетов, взятых из повседневности. И хотя в основе многих картин лежало воссоздание жизненной ситуации, пересказать многие из них представляется сложным. Фигуративность и точный рисунок, сопоставление больших цветовых плоскостей, пространственные и композиционные сдвиги, сочетание разных видов перспективы, эксперименты со светом и изобразительной плоскостью — некоторая часть того, что присуще стилю Такташева в те годы.
Художник вёл активный диалог с мировым искусством, находя вдохновение в иконописи, живописи Проторенессанса и Ренессанса, творчестве Кузьмы Петрова-Водкина. Это предопределяло оригинальное отражение действительности молодым мастером.
На протяжении всего 15-летнего «темперного периода» Такташев не терял интерес к масляной технике, основной во время учёбы, но не решался отказаться от найденного. Выразительны строки черновика письма Жилинскому, написанные в 1982 году: «Недавно хотел написать масляными красками большие холсты, применяя фактуру. Мне показалось, что фактура уже сама по себе опредмечивает изображённый объект, как бы можно ощутить некоторые детали и восполнить конкретность материи материальностью фактуры. Но всё это почему-то остаётся только как желание, так как по приходу в мастерскую опять кажется, что только темперой могу сделать то, что хочу». Видно, что Такташев чувствовал необходимость обрести творческую самостоятельность, отойти от принципов, заложенных в годы студенчества, вдохновлённых Дмитрием Жилинским.

### Творчество новый этап
Переход к масляной живописи состоялся в самом конце 1980-х годов. Своеобразным рубежом стала приуроченная к 40-летию художника выставка «Ежедневные занятия», прошедшая в Центральном зале Краеведческого музея в 1989 году, на которой Такташев представил более 80 произведений, преимущественно темперных. После завершения выставки он передал большую часть показанных на ней работ в Фонд культуры и в дальнейшем писал в основном маслом.
Начался новый период его творческой жизни. Такташев переехал в предоставленную мастерскую в Кремле. Она была больше по площади, в прекрасном месте. В здании, где размещались девять художественных мастерских, царила творческая атмосфера, происходило общение с друзьями и коллегами.
В 1990-е годы Такташев приходит к мировосприятию, которое назвал «параллельным реализмом». Художник продолжает интенсивно работать; за это время написано несколько десятков картин, объединённых в ряд серий: «Тусторонний мир», «Античные мотивы» (этот период ознаменовался увлечением античной культурой и философией), «Химера гармонии», «Угол», «Строфа» и другие.
«Самые дорогие, наверное, работы — это всё-таки работы 1990-х годов, когда я набрался уже достаточно опыта: и разочарований, и приобретений, и, отказавшись от того, чему меня учили великие профессора, великие художники, решил начать, как бы снова увидев мир. Этот период самый дорогой» — отметил художник в интервью «Шамиль Такташев. Художник без рам…», 2011).
В произведениях данного этапа активно сочетались фигуративность с абстрактным, сознательная незавершённость с внимательной лепкой форм. Для них характерна насыщенность символическими образами. Изображённое часто сосуществует с нетронутым девственно-белым холстом, имеющим для автора высокую эстетическую ценность, в некоторых работах в холсте прорезается отверстие — словно вход в иное пространство.
Неправильно было бы считать, что в «параллельном реализме» Такташев порвал с предшествовавшим творческим опытом. Напротив, можно проследить преемственность не только отдельных образов, но и целых сюжетов. Вместе с тем были найдены новые образы («чёрные яблоки», «чёрные фигуры и лики», как впоследствии называл их художник). Но, в целом, изменилась авторская интонация. От оригинального воспроизведения реальных ситуаций, почерпнутых из жизни, художник перешёл к образно-символическим работам, «параллельному реализму» — изображению жизни, с одной стороны, с другой, — чего-то разнящемуся с ней, возникающего в сознании художника. В одном из интервью он описывал его так: «Параллельному реализму присуще ассоциативное мышление, так как я верю, что реализм основывается на постоянном новаторстве, открытости души, не стоит на месте». В другом интервью: «В этих работах, возможно, есть что-то сюрреалистическое, но я об этом не думал. Просто я хотел запечатлеть тот миф или ту новую реальность, которые возникают в результате несоответствия внешней и внутренней реалий». О сказанном хотелось бы упомянуть отдельно.

### Дневники
Дневниковые записи Шамиля Такташева и черновики статей — материал очень обширный, разнообразный. В них, начиная с конца 1980-х годов и на протяжении 1990-х, Такташев немало рассуждает о природе восприятия мира, творческом мышлении, параллелях в истории искусства. В некотором роде эти тезисы можно считать теоретической базой «параллельного реализма», во всяком случае, они написаны в период его активной разработки. Например, в черновике статьи «Скрытый самим собой» 1991 года Шамиль Абдул-Хамитович отмечает: «Изображение через ритм, контраст, цвет и композицию продолжает внешнюю реальность во внутреннем мире, создаёт во внутреннем мире взаимосвязи, равные по значению внешнему миру и сюжетность изображённого связывает эти миры. Изображение — почти реальность, а через веру реальностью и является, и это путь к осознанию души человека».
Небезынтересно сопоставить дневниковые записи художника с живописью. «Параллельный реализм», с одной стороны, — воспроизведение того, как внешний опыт художника («внешняя реальность») соединяется с внутренним восприятием, памятью о ней («внутренняя реальность»), и при этом нередко возникает противоречие либо причудливое сочетание. «Пишешь не просто то, что видишь, а то, что видишь и мыслишь», при этом само мышление — сложный и неоднозначный процесс. Не случайно в одном из писем Такташев размышлял: «…на холсте — всегда кажется, что прохожу мимо себя, либо в себе форму увижу и на холсте не дотянусь. Ну и в общем — как всегда. Пока переходишь из себя на холст, проходишь все уровни, где сначала о тайном, хоть и без пространства, потом в пространстве без конкретного, потом конкретным дотянуться до этого тайного, забыв о уже сделанном». При этом художник опирался на личный творческий, духовный опыт, на опыт мирового искусства и культуры, который Такташев видел, как нечто преемственное и непрерывное.
Постоянно, напряжённо работая, Шамиль Такташев вёл активную выставочную деятельность. Он участвовал в ежегодных областных выставках, зональных выставках «Большая Волга» (Казань, 1991, 1998; Нижний Новгород, 1998), всетатарской выставке «Татарт» (Санкт-Петербург, Казань, 1991). В Астрахани состоялся ряд его персональных выставок (1993, 1996. 1998, 1999); в 1994 году Шамиль Абдул-Хамитович провёл персональную выставку «Раусы» в Санкт-Петербурге. Многолетняя творческая деятельность художника была отмечена в 2000 году: он стал лауреатом первой Губернаторской премии в области изобразительных искусств им. Б. М. Кустодиева.

### Педагогика
Параллельно с творческой деятельностью и выставками-насыщенная педагогическая практика. В 1993 году, после перерыва в несколько лет, Такташев вернулся к работе в художественном училище, а также начал преподавать на кафедре искусства театра кукол в Астраханской консерватории.
В 1993 году Шамиль Абдул-Хамитович женился во второй раз. Супругой художника стала музыкант Вера Нечаева. В том же году у них родился сын Максим.
В начале 2000-х гг., после десятилетнего периода разработки «параллельного реализма», Шамиль Такташев обратился к живописи, близкой по духу к академической эстетике, с аллегорическим, символическим содержанием. Продолжал участвовать в выставках: наиболее значимой стала международная выставка «Современная российская живопись» (Джакарта, Индонезия, 2003). Внимания заслуживает и выставка, организованная в 2008 году в Государственном архиве Астраханской области. На ней художник, ранее представлявший в основном живопись, продемонстрировал свои графические произведения.
В 2001 году Такташев был приглашён на кафедру «Архитектура и дизайн» Астраханского инженерно-строительного института, где работал до 2008 года. Ещё год он преподавал на кафедре рисунка и живописи Астраханского государственного университета. Его многолетняя педагогическая деятельность завершилась в 2009 году.

### Не сказал последнее слово
Он вёл поиски не только в русле визуального искусства: много рассуждал на страницах тетрадей и дневников, написал и опубликовал «Колоду» — живую «лирическую сатиру», как охарактеризовал её сам автор, на основе которой совместно с Татьяной Соколовой был снят фильм. Пробовал себя Такташев и в науке: известно, что он подавал заявки на патент некоторых собственных изобретений.
29 августа 2011 года Шамиль Абдул-Хамитович скончался. Ему было 62 года.

## Фильм
Короткометражный фильм-портрет об известном художнике, в котором он дал, как оказалось последнее интервью.
Из интервью с сыном Максимом Такташевым:

Я продолжаю открывать искусство отца, хочу показать раннее творчество, пришедшееся на 70-80-е. Это живописные работы, выполненные темперой по левкасу. Он вдохновился этой техникой у Дмитрия Жилинского, который преподавал ему в Московском государственном художественном институте имени В. И. Сурикова.
Лекция «Жизнь и творчество Шамиля Такташева» на RuTube
— (Февраль, 2024) ast-news.ru